# Hám Sơn Đức Thanh
Hám Sơn Đức Thanh ( zh. 憨山德清 Hanshan Deqing, 1546-1623) là một vị Thiền sư, Đại sư của Thiền Tông và Tịnh Độ tông Trung Quốc. Sư được mệnh danh là một trong 4 vị "thánh tăng" đời nhà Minh (ba vị còn lại là Tử Bá Đạt Quán, Vân Thê Châu Hoằng và Ngẫu Ích Trí Húc). Hám Sơn là người để lại rất nhiều bài giảng dành cho mọi tầng lớp người trong xã hội bấy giờ.
Sau khi nhập diệt, sư đã để lại nhục thân không bị hư thối. Nhục thân của sư được đặt tại chùa Tào Khê (nay là Nam Hoa Thiền tự, huyện Thiều Quang, tỉnh Quảng Đông, Trung Quốc) cùng với nhục thân của thiền sư Huệ Năng và Thiền sư Đan Điền .

## Tiểu sử
Đại sư Hám Sơn tên tục là Thái Đức Thanh, hiệu Trừng Ấn. Sư sinh ngày 5 tháng 11 năm 1546 tại Toàn Tiêu, Kim Lăng (nay là tỉnh An Huy). Vào sinh nhật đầu tiên (thôi nôi) sư đột nhiên bị bệnh trầm kha không chữa nổi, mẹ sư đã phát nguyện với bồ tát Quán Thế Âm tại chùa là nếu sư thoát chết thì sẽ cho sư được xuất gia. Quả nhiên bệnh thuyên giảm. Thuở thơ ấu sư rất thường tư lự về nguyên nhân của vòng sinh tử. Trong suốt cuộc đời mình sư hay bị ốm yếu và bị các mụt nhọt lớn hành hạ.
Năm 11 tuổi, sư thuyết phục được người cha vốn không muốn cho con mình đi tu cho phép làm một sa di tại chùa Báo Ân nhưng sư vẫn chưa được chính thức xuất gia. Tại đây sư theo pháp sư Tây Lâm Vĩnh Ninh học tập kinh điển Phật giáo và còn học thông cả Nho giáo, Đạo giáo.
Năm 19 tuổi, sư mới được chính thức xuất gia. Sau sư đến tham học với Thiền sư Vân Cốc Pháp Hội ở chùa Thê Hà. Nhân đọc được quảng lục của Thiền sư Trung Phong Minh Bản, sư quyết chí tu theo Thiền tông. Sau đó sư trở lại chùa Báo Ân thọ giới cụ túc với pháp sư Vô Cực Minh Tín. Tại đây, sư nghe pháp sư Vô Cực giảng luận Hoa Nghiêm Huyền Đàm và vì cảm mộ đức hạnh của ngài Thanh Lương Trừng Quán nên lấy hiệu là Trừng Quán.
Năm 20 tuổi, sư quay lại tham yết ngài Vân Cốc và được trao công án "Niệm Phật là ai?". Từ đó sư chuyên tâm tham cứu thoại đầu.
Năm 21 tuổi, chùa Báo Ân bị sét đánh khiến cháy rụi. Sư đã nỗ lực thuyết pháp, dẫn chúng và hóa duyên tịnh tài trong vài năm để dựng lại chùa Báo Ân.
Bắt đầu từ năm 1571, sư vân du nhiều nơi, đến tham viếng các trường giảng dạy Phật pháp ở kinh đô và nghiên cứu nhiều chủ đề Phật giáo khác nhau như Thiền tông, Tịnh Độ tông, Pháp tướng tông. Năm 1573, sư lên núi Ngũ Đài tĩnh tu, thấy cảnh ngọn núi Hám Sơn kỳ vĩ, thanh thoát nên lấy hiệu là Hám Sơn. Sau sư quay lại Bắc Kinh và đọc các tác phẩm của Pháp sư Tăng Triệu, tại đây sư đã đạt được sự tỉnh thức sâu sắc về tính bất nhị của vạn vật. Về sau sư đã viết Triệu Luận Chú để chú thích quyển Triệu Luận dựa trên kinh nghiệm tu hành của mình.
Năm 1575, sư đến núi Ngũ Đài và ẩn tu tại một ngôi miếu hoang. Nhân một hôm đi  kinh hành rồi nhập đại định. Sư không còn thấy thân tâm mình ở đâu nữa. Việc đạt được kiến tính khiến sư viết lên bài kệ:
Khoảnh khắc nhất niệm, tâm cuồng ngưng
Căn trần nội ngoại, đều thấu suốt
Thân bay độc phá, thái hư không
Vạn tượng sum la, từ đây diệt.
Vì Thiền sư Vân Cốc đã thị tịch không có người ấn chứng nên sư đọc kinh Lăng Nghiêm trong vòng 8 tháng để tự ấn chứng.
Năm 1577, sư tự trích máu chép kinh Hoa Nghiêm. Thái hậu Hiếu Định sau khi biết chuyện đã cúng dường giấy vàng để sư chép kinh, đây cũng là sự khởi đầu cho mối quan hệ thân thiết nhưng phức tạp giữa sư và thái hậu. Việc sao chép kinh mất hai năm và chính thức được công bố vào năm 1581. Theo truyền thuyết, trong thời gian chép kinh, sư đã có nhiều giấc mơ mà trong đó sư gặp được Tổ sư Hoa Nghiêm tông - Pháp sư Thanh Lương Trừng Quán, Bồ tát Di-lặc, Bồ tát Văn-thù-sư-lợi.
Đến năm 1595, nhân một vu cáo vì tranh chấp đất đai chùa Hải Ấn, sư bị giam cầm tra tấn ép cung dã man bắt sư nhận tội lấy 3000 lạng vàng công quỹ nhưng số tiền đó đã được chứng minh qua sổ sách triều đinh là được dùng trong việc cứu đói ở Sơn Đông (1593). Sau cùng, sư chỉ bị xử tội xây chùa trái phép, sư bị buộc hoàn tục lưu đày đến Lôi Châu (thuộc biên giới tỉnh Quảng Châu) vào tháng 11 năm 1596.
Trong lúc bị lưu đày, mặc dù đã hoàn tục nhưng sư vẫn tiếp tục công việc giảng pháp, chú giải và in ấn kinh sách Phật giáo. Cũng tại Quảng Châu, sư đã tiến hành giải hòa cho một xung đột có thể gây chết nhiều sinh linh giữa người Quảng Đông và các lái buôn Phúc Kiến. Nhờ việc này mà sư được tổng đốc Quảng Châu cho phép về và trùng tu lại Tổ đình Thiền tông ở Tào Khê (nơi Lục Tổ Huệ Năng đã từng hoằng pháp).
Năm 1606, nhân việc Thái tử nhà Minh sinh con trai, sư được tạm thời xá tội. Trong lúc này, sư vẫn phải ở lại tiếp tục hoằng pháp tại Tào khê và Quảng Đông cho đến khi lệnh chính thức ân xá ban (1610). Sau đó, sư đến Khuôn Sơn. Năm 1614, sư cạo tóc và sử dụng lại cà sa.
Năm 1622, sư về chùa Hoa Nam Tào Khê và thị tịch tại đó nhằm ngày 5 tháng 11.
- Hám Sơn chủ trương dung hợp giữa giáo lý Thiền tông và Hoa Nghiêm tông.
- Sư cũng đề xướng thuyết Thiền Tịnh vô biệt: Thuyết này cho rằng Thiền tông và Tịnh Độ tông vốn tương đồng không khác biệt nhau.
- Ngoài ra, sư kế thừa và phát triển tư tưởng Tam giáo nhất trí của các vị Đại sư đi trước như Khuê Phong Tông Mật, Vĩnh Minh Diên Thọ: Tư tưởng này cho rằng Phật giáo, Lão giáo và Nho giáo căn bản đều dạy giống như nhau, đều khuyên con người hướng thiện, tu nhân, sống đạo đức. Có lẽ mục đích của nó nhằm xoa dịu sự mâu thuẫn, đối chọi giữa Lão giáo và Nho giáo đối với Phật giáo đồng thời đoàn kết họ lại với nhau.

### Thiền tông
Theo Wu Jiang, các vị Thiền sư thời Minh như Hám Sơn, Vân Thê Châu Hoằng nhấn mạnh vào sự tu tập, chứng ngộ của cá nhân (vô sư tự ngộ) thay vì sự chỉ dạy mang tính công thức từ các vị Thiền sư "kiêu căng". Hám Sơn cũng không coi trọng việc truyền pháp, truyền thừa. Thay vào đó, sư ca ngợi những vị Thiền sư đã tự mình tu Thiền và hành khổ hạnh. Sư tin rằng người ta có thể đạt được khai ngộ mà không cần thầy hướng dẫn. Wu viết rằng, Hám Sơn đã chất vấn về vai trò của việc truyền pháp và tuyên bố việc giác ngộ trong tâm hành giả quan trọng hơn những tuyên bố mang tính danh nghĩa về sự truyền pháp, truyền thừa. Mặc dù là một Thiền sư nhưng sư chưa bao giờ nhận được sự truyền pháp chính thức từ ai và sư cũng không truyền pháp cho bất kỳ đệ tử nào. Sư đã chỉ trích các dòng truyền thừa Lâm Tế đương thời là được phục dựng lại sau một thời gian bị thất truyền chứ không phải một dòng truyền thừa không gián đoạn với hàng chục thế hệ.

## Pháp ngữ
"Nhiều vị tăng trẻ tuổi thời nay loan tin rằng họ đã đạt được giác ngộ (kiến tính), trong khi họ ngồi bồ đoàn còn chưa vững. Họ thể hiện cái gọi là giác ngộ bằng cách sử dụng đầu môi và tâm ý thức suy lường để đưa ra những câu trả lời thông minh cho các câu hỏi khảo nghiệm hay làm thi kệ tán thán tổ sư. Những lời khen mà họ đạt được thực chất có được từ suy nghĩ viễn vông, thực sự họ không đạt được gì cả. Làm sao họ có thể mơ tới chổ của các bậc tổ sư xưa được? Nếu giác ngộ có thể đạt được một cách dễ dàng thì các bậc tổ sư xưa là những người ngu si nhất thế giới."
1546: Sanh ngày 5, tháng 11
1557: Làm Sa Di tại chùa Báo Ân
1564: Được hòa thượng Tây Lâm truyền giới
1565: Hành Thiền tại chùa Thiên Giới
1567: Dạy tại trường Nghĩa Học
1571: Du hành đến Giang Tây
1572:  Du hành đến Bắc Kinh
1574: Du hành với Diệu Phong đến Sơn Tây. Đạt giác ngộ
1575: Trụ tại núi Ngũ Đài (đến 1582)
1576: Gặp đại sư Liên Trì (Vân Thê Châu Hoằng)
1577: Viết Kinh Hoa Nghiêm bằng máu
1580: Cứu núi Ngũ Đài khỏi bị thuế
1583: Đến núi Lao Sơn (ở cho đến 1589)
1586: Xây chùa Hải Ấn
1588: Giảng pháp tại chùa Hải Ấn
1589: Trở về Nam Kinh
1593: Cứu trợ nạn đói tại Sơn Đông
1595: Bị bắt và xử án tại Bắc Kinh
1596: Bị giải đày đến Lôi Châu (Quảng Đông)
1597: Đến Quảng Đông
1599: Cổ động phong trào phóng sanh theo truyền thống Phật giáo
1600: Giải hòa một vụ nổi loạn tại Quảng Đông
1601: Đến Tào Khê (cho tới năm 1610)
1604: Trở về Lôi Châu; thành lập viện Đông Lâm hàn lâm
1605: Đến Hải Nam; trở về Tào Khê
1606: Trở lại Lôi Châu; được xác nhận triều đình ban lịnh ân xá
1607: Thành tăng sĩ trở lại
1608: Trùng tu am Bảo Nguyệt
1610: Rời Tào Khê; đến trú trên sông Phù Dong
1610: Ở tại Cao Yếu; chánh thức được ân xá
1612: Giảng pháp tại Quảng Đông
1613: Bị nhức lưng dữ dội do mụt nhọt; rời Quảng Đông đến Khuông Sơn
1614: Cạo tóc, đắp y ca sa lại
1616: Đến miền đông duyên hải
1617: Giảng kinh tại Tông Kính Đường; an dưỡng tại Khuông Sơn
1618: Xây chùa Pháp Vân tại Khuông Sơn
1619: Nhất tâm tu pháp môn Tịnh Độ
1621: Giảng pháp tại Khuông Sơn; in Mộng Du Thi Tập
1622: Trở về Tào Khê
1623: Nhập tịch ngày 5 tháng 11 tại Tào Khê

## Tác phẩm và tiểu phẩm
Số lượng tác phẩm do sư viết, dịch hay luận rất nhiều trong đó bao gồm (Xin xem thêm một số chi tiết về các tác phẩm đã dịch ra Việt hay Anh ngữ của đại sư trong phần tham khảo)
- 1576:  "Hám Sơn Trứ Ngôn"
- 1586: "Lăng Nghiêm Huyền Cảnh"
- 1587: "Tâm Kinh Trực Thuyết"
- 1597: "Lăng Già Bổ Di"
- 1597: "Trung Dung Trực Chỉ"
- 1598: "Pháp Hoa Cổ Tiết"
- 1604: "Xuân Thu Tả Thị Tâm Pháp"
- 1607: "Đạo Đức Kinh Chú"
- 1609: "Kim Cang Quyết Nghi"
- 1610: "Đại Học Quyết Nghi"
- 1612: "Pháp Hoa Phẩm Tiết"
- 1614: "Lăng Nghiêm Thông Nghĩa"
- 1615: "Pháp Hoa Thông Nghĩa"
- 1615: "Khởi Tín Sơ Lược"
- 1616: "Triệu Luận Chú"
- 1616: "Tánh Tướng Thông Thuyết"
- 1619-1622: "Hoa Nghiêm Cương Yếu"
- 1620: "Khởi Tín Luận Trực Giải"
- 1620: "Viên Giác Kinh Trực Giải"
- 1620: "Trang Tử Nội Thất Biến Chú"